# James Winstanley
James Winstanley (c. 1667-22 de janeiro de 1719) foi um advogado britânico e político conservador.
Nascido por volta de 1667, James foi o único filho de Clement Winstanley de Braunstone Hall e do sua esposa Catherine, filha de Sir Francis Willoughby de Wollaton Hall. Ele foi educado no Jesus College, Cambridge, matriculando-se em 1684, e foi admitido no Gray's Inn em 4 de fevereiro de 1688. Por volta de 1701, ele casou-se com Frances Holt, filha de James Holt de Castleton, Lancashire, com quem teve dois filhos e seis filhas.
Ele foi eleito membro do Parlamento por Leicester na segunda eleição geral de 1701, e serviu até à sua morte em 22 de janeiro de 1719, aos 51 anos.